# إيوانيس داماناكيس
إيوانيس داماناكيس (باليونانية: Γιάννης Δαμανάκης)‏، من مواليد 2 أكتوبر 1952 ، لاعب كرة قدم يوناني سابق.
لعب مع منتخب اليونان لكرة القدم.

## وصلات خارجية
- إيوانيس داماناكيس على موقع قاعدة بيانات كرة القدم.إي يو (الإنجليزية)
- إيوانيس داماناكيس على موقع ناشيونال فوتبول تيمز (الإنجليزية)
- إيوانيس داماناكيس على موقع Soccerway.com (الإنجليزية)
- إيوانيس داماناكيس على موقع عالم كرة القدم.نت (الإنجليزية)